# Bitwa pod Trafalgarem (obraz Williama Turnera)
Bitwa pod Trafalgarem, 21 października 1805 (ang. The Battle of Trafalgar, 21 October 1805) – obraz olejny namalowany przez angielskiego malarza Williama Turnera ukończony w 1824 roku. Znajduje się w zbiorach National Maritime Museum w Greenwich.

## Opis
Obraz został zamówiony przez króla Wielkiej Brytanii i Hanoweru Jerzego IV. Przedstawia okręt brytyjskiej marynarki wojennej HMS Victory w czasie bitwy pod Trafalgarem. Obraz nie oddaje wiernie prawdy historycznej. Słynny sygnał admirała Nelsona England expects that every man will do his duty (Anglia oczekuje, że każdy człowiek wypełni swój obowiązek), wywieszony w formie flag sygnałowych, został przedstawiony na obrazie na grotmaszcie, podczas gdy w rzeczywistości znajdował się na bezanmaszcie. Ponadto w trakcie bitwy sygnał ten został zastąpiony sygnałem engage the enemy more closely, a więc flagi na obrazie powinny być inne. Rozbieżności dotyczą także francuskich okrętów Redoutable i Achille. Pierwszy na obrazie tonie, a w rzeczywistości zatonął dopiero następnego dnia (22 października 1805), drugi z nich płonie, chociaż został trafiony dopiero znacznie później niż miała miejsce rozgrywająca się na obrazie scena.